# カマウ半島

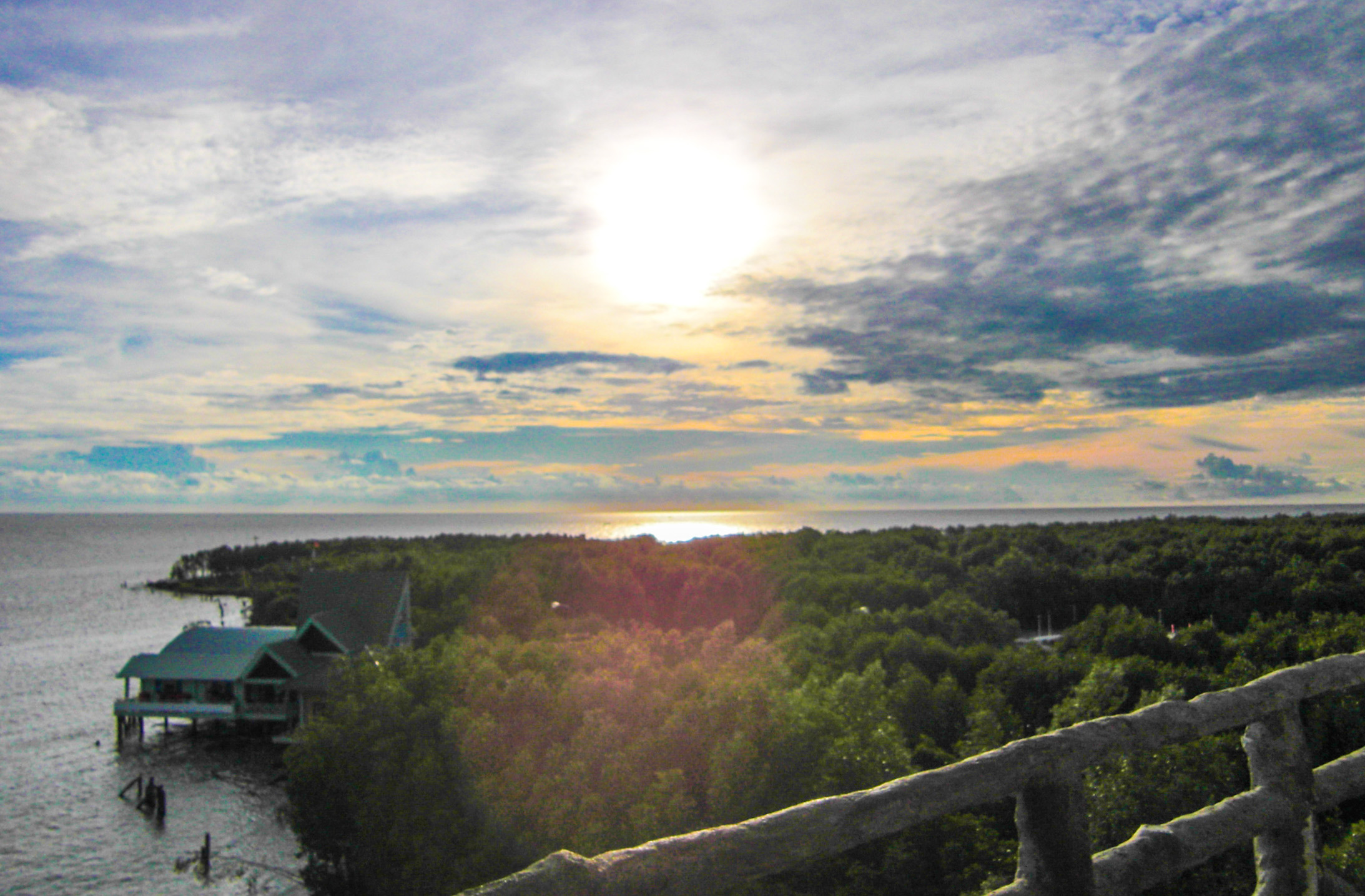
ベトナム最南端のカマウ岬

カマウ半島（ベトナム語： / 半島哥毛)はベトナム最南部のカマウ省にある半島である。メコンデルタの南西部を占めており西はタイ湾に、東は南シナ海に接する。半島の長さは南北130キロで西はラックザー、東はバクリエウを結ぶ。平均標高は7フィートである。カマウ半島には陸地ではベトナム最南端のカマウ岬がある。

## 交通
カマウ半島にはカマウ空港があり、タンソンニャット空港間に就航している。
半島内には国道1号線が縦断しておりカマウ岬まで繋がっている。